# Мечислав Альберт Кромпець
Мечислав Альберт Кромпець (пол. Mieczysław Albert Krąpiec; 25 травня 1921, Мала Березовиця — 8 травня 2008, Люблін) — польський католицький священник, домініканин, філософ, томіст, богослов, гуманіст, багаторічний ректор і професор Люблінського католицького університету, співтворець «люблінської філософської школи», ініціатор та учасник наукової ради Загальної Енциклопедії Філософії.

## Життєпис
Народився в селі Мала Березовиця неподалік Тернополя. 1939 року після закінчення І Державної гімназії ім. Вінцента Поля в Тернополі вступив до чину отців Домініканів у Кракові, де таємно вивчав філософію та теологію. Відсутність в рідному селі врятувала його від загибелі (у ніч із 22 на 23 лютого 1944,  убивці говорили російською мовою, убивство було показово жорстоке. Убито 131 особу польської національності серед мешканців села). Під час німецької окупації підпільно навчався в домініканському Філософсько-теологічному колегіумі в Кракові, Варшаві та Любліні. 8 липня 1943 року склав довічні обітниці, а 17 червня 1945 року висвятився з рук архієпископа проф. д-ра Міхала Ґодлевського.
. 1946 року отримав звання доктора філософії за працю "De naturali amore Dei super omnia in creaturis "( «O miłości przyrodzonej nade wszystko względem Boga») , яку написав під керівництвом о. Яцка Воронецького, нострифікованого Папським університетом Святого Томи в Аквіні «Angelicum» в Римі. В 1946-1954 викладав філософію в домініканському філософсько-теологічному колегіумі в Кракові. Вивчення теології продовжив у Люблінському католицькому університеті, де 1948 року отримав звання доктора теології за працю «De amore hipostatico in Sanctissima Trinitate secundum St. Thomam Aquinatem», яку написав під керівництвом проф. о. Антоні Сломковського. Підставою для габілітації 1957 року стала праця «Egzystencjalne podstawy transcendentalnej analogii bytu».
Від 1951 пов'язний з Люблінським католицьким університетом. Двічі був деканом відділу християнської філософії.ЛКУ (1958–1961, 1969–1970). В 1970–1983 п'ять разів обирався ректором ЛКУ і розвивав його наукові та адміністративні структури та матеріальну  базу.
У 1993 - почесний доктор Тернопільського інституту народної освіти.
15 жовтня 2001 року Іван Павло II у листі до о. Мечислава Альберта Кромпця з нагоди його 80-літнього ювілею написав:
|  | Мене завжди дивував Твій реалізм у погляді на щоденність і максималізм у пошуку відповідей на пов’язані з нею питання й проблеми. Я знав, що це не лише філософія в її теоретичному вимірі, але й глибоко закорінена в серці філософія життя. З неї народжувалася турбота про студентів, про піднесення наукового рівня університету, щоби його випускники були добре підготовлені до реальності та творчої роботи на шляху захисту й розвитку польської науки й культури. Таким чином виявляла себе також і турбота про збереження християнської ідентичності народу на противагу тогочасних загрозам і про формування в молодих людей духу патріотизму, який єднає любов до Вітчизни з відкритістю до загальнолюдських, вічних цінностей. Це був довготерміновий вклад, який ти зробив у життя цього навчального закладу і всього польського наукового середовища як професор і багаторічний ректор. |

Помер 8 травня 2008 року, похований 16 травня 2008 року в гробівці отців домініканів на цвинтарі на вул. Липовій у Любліні.
Іменем Мечислава Альберта Кромпця названий Польський центр культури і освіти в Тернополі.